# Categoría Primera A (2007)
Kolumbia 2007
Mistrzem Kolumbii turnieju Apertura został klub Atlético Nacional, natomiast wicemistrzem Kolumbii - klub Atlético Huila.
Mistrzem Kolumbii turnieju Finalización został klub Atlético Nacional, natomiast wicemistrzem Kolumbii - klub La Equidad Bogotá.
Do Copa Libertadores w roku 2008 zakwalifikowały się następujące kluby:
- Atlético Nacional (mistrz Apertura i Finalización)
- Cúcuta (najlepszy w tabeli sumarycznej)
- Boyacá Chicó Tunja (drugi najlepszy w tabeli sumarycznej)

Do Copa Sudamericana w roku 2008 zakwalifikowały się następujące kluby:
- Deportivo Cali (4. miejsce w Reclasificación 2007)
- América Cali (5. miejsce w Reclasificación 2007)

Kluby, które spadły do II ligi:
- Real Cartagena (ostatni w tabeli spadkowej)

Na miejsce spadkowiczów awansowały z drugiej ligi następujące kluby:
- Envigado - mistrz II ligi

## Torneo Apertura 2007
W turnieju udział wzięło 18 klubów, które na początku rozegrały ze sobą po jednym meczu systemem "każdy z każdym". Najlepszych 8 klubów w końcowej tabeli awansowało do kolejnej, półfinałowej fazy turnieju (Cuadrangulares). Kluby podzielone zostały na dwie grupy po 4 drużyny. Zwycięzcy grup spotkali się w finale w walce o tytuł mistrza Kolumbii.

### Apertura 1
| Data          | Mecz |
| ------------- | --- |
| 3 lutego 2007 | Independiente Santa Fe – Atlético Junior 0:0 |
| 4 lutego 2007 | Deportivo Cali – Quindío Armenia 3:2 Paolo Frangipane 23, Haider Palacio 63, Sergio Herrera 78 - Edison Toloza 24, Julio César López 72                        |
| 4 lutego 2007 | Deportivo Pereira – Atlético Bucaramanga 1:1 Francisco Alvear 60 - Alejandro Melo 63                                                                           |
| 4 lutego 2007 | Boyacá Chicó Tunja – America Cali 2:1 Carlos Vilarete 8k, Néstor Salazar 22 - Dubier Riascos 82                                                                |
| 4 lutego 2007 | Cúcuta – Once Caldas 4:1 Blas Pérez 9, Víctor Cortés 32, Alex Del Castillo 77, Macnelly Torres 92 - Juan Manuel Perillo 74                                     |
| 4 lutego 2007 | La Equidad Bogotá – Atlético Nacional 3:4 Jáminson Hurtado 35, Stalin Motta 64k, Ronald Alegrías 91 - Elkin Murillo 30, Jairo Patiño 43, Sergio Galván 52k, 78 |
| 4 lutego 2007 | Independiente Medellín – Deportivo Pasto 2:1 Diego Gómez 36k, Jaime Castrillón 85 - Mauricio Enríquez 61                                                       |
| 4 lutego 2007 | Real Cartagena – Millonarios FC 0:0 |
| 4 lutego 2007 | Atlético Huila – Tolima Ibagué 2:3 Felipe Benalcázar 56, Freddy Montero 66 - John Charria 53, Yesid Martínez 60, Yulián Anchico 76                             |

### Apertura 2
| Data           | Mecz |
| -------------- | --- |
| 10 lutego 2007 | Atlético Nacional – Independiente Santa Fe 2:0 Sergio Galván 36, 56                                                                                  |
| 11 lutego 2007 | Once Caldas – Deportivo Pereira 1:1 Arnulfo Valentierra 5k - Felipe Rivas 37                                                                         |
| 11 lutego 2007 | Quindío Armenia – Cúcuta 0:1 Pedro Portocarrero 34                                                                                                   |
| 11 lutego 2007 | Deportivo Pasto – Deportivo Cali 0:0 |
| 11 lutego 2007 | Tolima Ibagué – Real Cartagena 0:0 |
| 11 lutego 2007 | Atlético Junior – Atlético Huila 2:1 Luis Iriarte 41, Leonardo Mina Polo 76 - Bélmer Aguilar 28                                                      |
| 11 lutego 2007 | America Cali – La Equidad Bogotá 1:1 Duvier Riascos 12 - Pablo Jaramillo 49                                                                          |
| 11 lutego 2007 | Atlético Bucaramanga – Boyacá Chicó Tunja 2:1 Leonardo Fabio Moreno 34k, Andrés Sarmiento 59 - Néstor Salazar 62                                     |
| 21 marca 2007  | Millonarios FC – Independiente Medellín 5:1 Carlos Villagra 6, 15, Juan Carlos Quintero 26, Carlos Castillo 50, Oscar Briceño 83 - Ricardo Calle 29k |

### Apertura 3
| Data             | Mecz |
| ---------------- | --- |
| 17 lutego 2007   | Atlético Huila – Atlético Nacional 2:2 Freddy Montero 27, 45 - Jairo Patiño 35, Oscar Passo 69          |
| 18 lutego 2007   | Boyacá Chicó Tunja – Deportivo Pereira 2:0 Carlos Vilarete 56, 60                                       |
| 18 lutego 2007   | La Equidad Bogotá – Atlético Bucaramanga 1:1 Stalin Motta 5 - Sherman Cárdenas 43                       |
| 18 lutego 2007   | Real Cartagena – Atlético Junior 1:1 Mauricio Arroyo 60 - Esnaider Salinas 84                           |
| 18 lutego 2007   | Independiente Medellín – Tolima Ibagué 2:1 Diego Andrés Álvarez 39, Néider Morantes 70 - John Charria 5 |
| 18 lutego 2007   | Cúcuta – Deportivo Pasto 2:0 Roberto Bobadilla 2, Blas Pérez 48k                                        |
| 18 lutego 2007   | Once Caldas – Quindío Armenia 1:0 Arnulfo Valentierra 56k                                               |
| 18 lutego 2007   | Deportivo Cali – Millonarios FC 2:0 Sergio Herrera 23, Martín Cardetti 55                               |
| 18 kwietnia 2007 | Independiente Santa Fe – America Cali 2:0 Mario Efraín Gómez 18, David Montoya 83                       |

### Apertura 4
| Data           | Mecz |
| -------------- | --- |
| 24 lutego 2007 | Tolima Ibagué – Deportivo Cali 1:1 John Charria 18 - Álvaro Domínguez 51                                                                            |
| 25 lutego 2007 | Deportivo Pereira – Quindío Armenia 0:1 John Valencia 49                                                                                            |
| 25 lutego 2007 | Deportivo Pasto – Once Caldas 3:2 Mauricio Enríquez 23, Carlos Daniel Hidalgo 33, Luis Ómar Valencia 56k - Iván Trujillo 80, Arnulfo Valentierra 89 |
| 25 lutego 2007 | Atlético Junior – Independiente Medellín 1:2 Gabriel Fernández 13k - César Valoyes 35, 70                                                           |
| 25 lutego 2007 | America Cali – Atlético Huila 2:1 Pablo Stifer Armero 44, Hárrison Otálvaro 89k - Freddy Montero 46                                                 |
| 25 lutego 2007 | Atlético Bucaramanga – Independiente Santa Fe 1:1 Leonardo Fabio Moreno 46 - Adrián Ramos 24                                                        |
| 25 lutego 2007 | Boyacá Chicó Tunja – La Equidad Bogotá 0:0 |
| 25 lutego 2007 | Atlético Nacional – Real Cartagena 1:0 Jarold Martínez 92                                                                                           |
| 7 marca 2007   | Millonarios FC – Cúcuta 1:1 Carlos Castillo 8 - Blas Pérez 25k                                                                                      |

### Apertura 5
| Data         | Mecz |
| ------------ | --- |
| 3 marca 2007 | Deportivo Cali – Atlético Junior 4:1 Paolo Frangipane 32, Álvaro Domínguez 49, Armando Carrillo 58, Sergio Herrera 67 - Omar Sebastián Pérez 52k       |
| 4 marca 2007 | La Equidad Bogotá – Deportivo Pereira 3:3 Oscar Londoño 2, Pablo Jaramillo 42, Orlando Rodríguez 62 - Elkin Calle 28, Léiner Gómez 53, David Quiroz 84 |
| 4 marca 2007 | Independiente Santa Fe – Boyacá Chicó Tunja 1:0 Cristian Córdoba 19                                                                                    |
| 4 marca 2007 | Atlético Huila – Atlético Bucaramanga 2:1 Daniel Marangoni 7, Javier Carrillo 26 - Mauricio Romero Sellarés 55k                                        |
| 4 marca 2007 | Real Cartagena – America Cali 2:2 Cristian González 7, 9 - Frank Pacheco 32, Oswaldo Mackenzie 50                                                      |
| 4 marca 2007 | Independiente Medellín – Atlético Nacional 2:2 Jaime Castrillón 5, 11 - Sergio Galván 20, 68k                                                          |
| 4 marca 2007 | Cúcuta – Tolima Ibagué 2:1 Macnelly Torres 22k, Elvis González 87 - Darwin Quintero 46                                                                 |
| 4 marca 2007 | Once Caldas – Millonarios FC 2:0 Darío Alberto Gigena 41, Juan Manuel Perillo 80                                                                       |
| 4 marca 2007 | Quindío Armenia – Deportivo Pasto 2:0 John Valencia 55, Diego Chará 85                                                                                 |

### Apertura 6
| Data          | Mecz |
| ------------- | --- |
| 10 marca 2007 | Atlético Nacional – Deportivo Cali 0:2 Sergio Herrera 5, Armando Carrillo 26                            |
| 11 marca 2007 | Atlético Bucaramanga – Real Cartagena 1:0 Mauricio Romero Sellarés 49                                   |
| 11 marca 2007 | Atlético Junior – Cúcuta 2:1 Gabriel Fernández 39k, Emerson Acuña 51 - Lionard Pajoy 67                 |
| 11 marca 2007 | America Cali – Independiente Medellín 1:1 Frank Pacheco 50 - Hernán Darío Cardona 72                    |
| 11 marca 2007 | Deportivo Pereira – Deportivo Pasto 0:1 Ferley Villamil 77k                                             |
| 11 marca 2007 | Tolima Ibagué – Once Caldas 3:1 Darwin Quintero 2, 68, John Charria 73k - Harnold Palacio 3             |
| 11 marca 2007 | La Equidad Bogotá – Independiente Santa Fe 1:2 Pablo Jaramillo 79 - Adrián Ramos 24, Léider Preciado 46 |
| 11 marca 2007 | Millonarios FC – Quindío Armenia 1:1 Rafael Robayo 36 - Edinson Tolosa 23                               |
| 11 marca 2007 | Boyacá Chicó Tunja – Atlético Huila 1:0 Mario García 52                                                 |

### Apertura 7
| Data          | Mecz |
| ------------- | --- |
| 17 marca 2007 | Cúcuta – Atlético Nacional 1:1 David Córdoba 2 - Sergio Galván 35                                                                |
| 18 marca 2007 | Independiente Santa Fe – Deportivo Pereira 2:0 Léider Preciado 42, 76k                                                           |
| 18 marca 2007 | Atlético Huila – La Equidad Bogotá 2:0 Freddy Montero 60, Germán Caicedo 75                                                      |
| 18 marca 2007 | Real Cartagena – Boyacá Chicó Tunja 1:0 Carlos Rentería 55                                                                       |
| 18 marca 2007 | Independiente Medellín – Atlético Bucaramanga 1:2 Cesar Valoyes 40 - Leonardo Fabio Moreno 20, 62                                |
| 18 marca 2007 | Deportivo Cali – America Cali 2:2 Armando Carrillo 16, Paolo Daniel Frangipane 43 - Manuel Galarcio Barrios 39, Brayan Angulo 47 |
| 18 marca 2007 | Once Caldas – Atlético Junior 1:1 Arnulfo Valentierra 74 - Omar Sebastián Pérez 42                                               |
| 18 marca 2007 | Quindío Armenia – Tolima Ibagué 1:2 Iván Vélez 55 - Gustavo Savoia 12, John Charria 50                                           |
| 18 marca 2007 | Deportivo Pasto – Millonarios FC 0:1 Gerardo Bedoya 1                                                                            |

### Apertura 8
| Data          | Mecz |
| ------------- | --- |
| 24 marca 2007 | Tolima Ibagué – Deportivo Pasto 1:2 Léiner Rolong 40 - Juan García Rivas 34, 70                                       |
| 24 marca 2007 | Atlético Bucaramanga – Deportivo Cali 2:0 Leonardo Fabio Moreno 22, Sherman Cárdenas 82                               |
| 25 marca 2007 | Deportivo Pereira – Millonarios FC 1:1 Léiner Montaño 8 - Gerardo Bedoya 48                                           |
| 25 marca 2007 | Atlético Junior – Quindío Armenia 3:2 Emerson Acuña 17, Jorge Díaz 55, 63 - Edison Tolosa 33, Pablo Andrés Escobar 84 |
| 25 marca 2007 | Atlético Nacional – Once Caldas 2:0 Elkin Murillo 28, Sergio Galván 88                                                |
| 25 marca 2007 | America Cali – Cúcuta 1:2 Mauricio Mendoza 30 - Elvis Rivas 10, Víctor Cortés 48                                      |
| 25 marca 2007 | Boyacá Chicó Tunja – Independiente Medellín 2:1 Ever Palacios 65k, Henry Zambrano 92 - César Valoyes 5                |
| 25 marca 2007 | La Equidad Bogotá – Real Cartagena 2:0 Stalin Motta 28k, Pablo Jaramillo 35                                           |
| 25 marca 2007 | Independiente Santa Fe – Atlético Huila 1:0 Germán Caicedo 47s                                                        |

### Apertura 9
| Data            | Mecz |
| --------------- | --- |
| 31 marca 2007   | Atlético Nacional – Independiente Medellín 2:2 Aldo Ramírez 7, Jairo Patiño 54 - Diego Andrés Álvarez 42, 72k                                    |
| 1 kwietnia 2007 | Deportivo Pasto – La Equidad Bogotá 2:0 Carlos Daniel Hidalgo 48, Fernando Monroy 61                                                             |
| 1 kwietnia 2007 | Atlético Junior – Real Cartagena 2:2 Jorge Díaz 20, 63 - Eder Hernández 44, Ayron del Valle 91                                                   |
| 1 kwietnia 2007 | Atlético Bucaramanga – Cúcuta 1:2 Blas Pérez 6, Alex Del Castillo 28 - Mauricio Romero Sellarés 73                                               |
| 1 kwietnia 2007 | America Cali – Deportivo Cali 0:2 Sergio Herrera 56, Armando Carrillo 73                                                                         |
| 1 kwietnia 2007 | Tolima Ibagué – Atlético Huila 1:2 John Jairo Castillo 51 - Freddy Montero 33, Germán Caicedo 84                                                 |
| 1 kwietnia 2007 | Quindío Armenia – Boyacá Chicó Tunja 1:2 Nilson Cortés 22s - Juan Mahecha 47, Pablo Andrés Escobar 57s                                           |
| 1 kwietnia 2007 | Deportivo Pereira – Once Caldas 0:0 |
| 1 kwietnia 2007 | Millonarios FC – Independiente Santa Fe 4:2 Carlos Villagra 17k, 42, Ervin González 46, Omar Rodríguez 75 - Anthony Tapia 20, Léider Preciado 64 |

### Apertura 10
| Data            | Mecz |
| --------------- | --- |
| 7 kwietnia 2007 | Millonarios FC – Tolima Ibagué 2:0 Carlos Villagra 79, 90k                                                                |
| 8 kwietnia 2007 | Atlético Huila – Deportivo Pereira 1:0 Germán Caicedo 83                                                                  |
| 8 kwietnia 2007 | Real Cartagena – Independiente Santa Fe 2:1 Luis Rivas 5, Carlos Rentería 61 - Léider Preciado 49k                        |
| 8 kwietnia 2007 | Independiente Medellín – La Equidad Bogotá 2:1 César Valoyes 56, 88 - Stalin Motta 43                                     |
| 8 kwietnia 2007 | Deportivo Cali – Boyacá Chicó Tunja 2:2 Sergio Herrera 11, Paolo Frangipane 16 - Carlos Vilarete 64k, Jersson González 85 |
| 8 kwietnia 2007 | Cúcuta – Atlético Bucaramanga 2:0 Macnelly Torres 32, Blas Pérez 82                                                       |
| 8 kwietnia 2007 | Once Caldas – America Cali 2:3 Iván Trujillo 85, 87 - Mauricio Mendoza 53, 63, Jorge Banguero 55                          |
| 8 kwietnia 2007 | Quindío Armenia – Atlético Nacional 2:1 John Valencia 35, Pablo Andrés Escobar 53 - Henry Rojas 89                        |
| 8 kwietnia 2007 | Deportivo Pasto – Atlético Junior 1:1 Luis Omar Valencia 88 - Jorge Díaz 56                                               |

### Apertura 11
| Data             | Mecz |
| ---------------- | --- |
| 11 kwietnia 2007 | Atlético Junior – Millonarios FC 1:1 Emerson Acuña 64 - Ricardo Ciciliano 58k                                                              |
| 11 kwietnia 2007 | Atlético Nacional – Deportivo Pasto 1:1 Sergio Galván 53k - Jorge Hernando Vidal 75                                                        |
| 11 kwietnia 2007 | America Cali – Quindío Armenia 0:0 |
| 11 kwietnia 2007 | Atlético Bucaramanga – Once Caldas 0:0 |
| 11 kwietnia 2007 | Boyacá Chicó Tunja – Cúcuta 1:0 Edwin Móvil 74                                                                                             |
| 11 kwietnia 2007 | La Equidad Bogotá – Deportivo Cali 0:1 Álvaro Domínguez 72k                                                                                |
| 11 kwietnia 2007 | Independiente Santa Fe – Independiente Medellín 2:4 Léider Preciado 49, 74k - Juan Fernando Leal 5, Ricardo Calle 10k, Héctor Vasco 30, 59 |
| 11 kwietnia 2007 | Atlético Huila – Real Cartagena 2:0 Belmer Aguilar 44, Freddy Montero 59                                                                   |
| 12 kwietnia 2007 | Deportivo Pereira – Tolima Ibagué 2:0 Jhony Acosta 18, Lucas Nanía 76                                                                      |

### Apertura 12
| Data             | Mecz |
| ---------------- | --- |
| 14 kwietnia 2007 | Millonarios FC – Atlético Nacional 0:1 Jairo Patiño 52                                                     |
| 15 kwietnia 2007 | Real Cartagena – Deportivo Pereira 1:1 Jhonny Ramírez 43 - Lucas Nanía 66                                  |
| 15 kwietnia 2007 | Independiente Medellín – Atlético Huila 1:3 César Valoyes 80 - Rodrigo Marangoni 67, Freddy Montero 75, 90 |
| 15 kwietnia 2007 | Cúcuta – La Equidad Bogotá 3:1 Víctor Cortés 18, Blas Pérez 41, Macnelly Torres 45 - Stalin Motta 10       |
| 15 kwietnia 2007 | Once Caldas – Boyacá Chicó Tunja 1:0 Iván Trujillo 57k                                                     |
| 15 kwietnia 2007 | Quindío Armenia – Atlético Bucaramanga 1:1 Edison Toloza 48 - Edwards Jiménez 71                           |
| 15 kwietnia 2007 | Deportivo Pasto – America Cali 2:2 Carlos Rodas 57, Carlos Hidalgo 91 - Milton Rodríguez 3, 71             |
| 15 kwietnia 2007 | Tolima Ibagué – Atlético Junior 2:1 John Castillo 13, John Charria 29 - Jorge Álvez 68                     |
| 15 kwietnia 2007 | Deportivo Cali – Independiente Santa Fe 1:1 Paolo Frangipane 64 - Anthony Tapia 21                         |

### Apertura 13
| Data             | Mecz |
| ---------------- | --- |
| 21 kwietnia 2007 | Independiente Santa Fe – Cúcuta 3:3 Jhonnier González 38, David Montoya 39, Léider Preciado 65 - Roberto Bobadilla 3k, 27, David Córdoba 45 |
| 22 kwietnia 2007 | Atlético Nacional – Tolima Ibagué 1:0 Juan Zúñiga 10                                                                                        |
| 22 kwietnia 2007 | Deportivo Pereira – Atlético Junior 0:1 Pedro Ortega 52                                                                                     |
| 22 kwietnia 2007 | Real Cartagena – Independiente Medellín 2:2 Eder Hernández 24k, Carlos Alvarez 85 - Jaime Castrillón 17, 38                                 |
| 22 kwietnia 2007 | Atlético Huila – Deportivo Cali 1:0 Rodrigo Maragoni 59                                                                                     |
| 22 kwietnia 2007 | Boyacá Chicó Tunja – Quindío Armenia 3:0 Carlos Vilarete 49k, 77, 86k                                                                       |
| 22 kwietnia 2007 | Atlético Bucaramanga – Deportivo Pasto 1:0 Mauricio Romero Sellarés 12k                                                                     |
| 22 kwietnia 2007 | La Equidad Bogotá – Once Caldas 0:0 |
| 22 kwietnia 2007 | America Cali – Millonarios FC 2:2 Mauricio Mendoza 25, Milton Rodríguez 58 - Efraín Cortés 28, Carlos Villagra 36                           |

### Apertura 14
| Data             | Mecz |
| ---------------- | --- |
| 25 kwietnia 2007 | Deportivo Pasto – Boyacá Chicó Tunja 1:1 Carlos Hidalgo 14 - Jersson González 44                                                                       |
| 25 kwietnia 2007 | Millonarios FC – Atlético Bucaramanga 2:1 Ricardo Siciliano 4, Rafael Robayo 66                                                                        |
| 25 kwietnia 2007 | Cúcuta – Atlético Huila 2:0 Víctor Cortés 17, Julián Hurtado 90                                                                                        |
| 25 kwietnia 2007 | Independiente Medellín – Deportivo Pereira 1:3 Eduardo Domínguez 78 - Felipe Rivas 41, 83, Léiner Gómez 92                                             |
| 25 kwietnia 2007 | Quindío Armenia – La Equidad Bogotá 0:0 |
| 25 kwietnia 2007 | Deportivo Cali – Real Cartagena 4:1 Harold Macías 39s, Álvaro Domínguez 52k, 86, Sergio Herrera 90 - Eder Hernández 60                                 |
| 25 kwietnia 2007 | Atlético Junior – Atlético Nacional 2:1 Jorge Díaz 53, Émerson Acuña 66 - Jairo Patiño 15                                                              |
| 25 kwietnia 2007 | Once Caldas – Independiente Santa Fe 0:1 Christian Marrugo 29                                                                                          |
| 26 kwietnia 2007 | Tolima Ibagué – America Cali 6:0 Roger Cambindo 8, Gerardo Vallejo 24, Jorge Perlaza 26, Darwin Quintero 27, Brahaman Sinisterra 33, Yulián Anchico 71 |

### Apertura 15
| Data             | Mecz |
| ---------------- | --- |
| 28 kwietnia 2007 | Boyacá Chicó Tunja – Millonarios FC 1:0 Edwin Móvil 73 |
| 29 kwietnia 2007 | Deportivo Pereira – Atlético Nacional 0:2 Sergio Galván 30, 38 |
| 29 kwietnia 2007 | America Cali – Atlético Junior 3:1 Mauricio Mendoza 54, Milton Rodríguez 66, 87 - Jorge Alvez 75                                                                        |
| 29 kwietnia 2007 | Atlético Bucaramanga – Tolima Ibagué 3:1 Leonardo Fabio Moreno 5, 83, Jimmy Asprilla 33 - Darwin Quintero 70                                                            |
| 29 kwietnia 2007 | La Equidad Bogotá – Deportivo Pasto 2:3 Dagger Palacios 19, Orlando Rodríguez 81 - Carlos Hidalgo 28, 35, Carlos Salazar 90                                             |
| 29 kwietnia 2007 | Independiente Santa Fe – Quindío Armenia 0:0 |
| 29 kwietnia 2007 | Atlético Huila – Once Caldas 3:2 Duván Hernández 13, Martín Carrillo 16, Mauricio Molina 86 - Julián Díaz 45, Darío Alberto Gigena 50                                   |
| 29 kwietnia 2007 | Real Cartagena – Cúcuta 1:0 Airon del Valle 71 |
| 29 kwietnia 2007 | Independiente Medellín – Deportivo Cali 3:3 Eduardo Domínguez 3, Diego Andrés Álvarez 22, César Valoyes 28 - Sergio Herrera 48, Paolo Frangipane 54, Martín Cardetti 73 |

### Apertura 16
| Data             | Mecz                                                                                                 |
| ---------------- | --- |
| 29 kwietnia 2007 | Deportivo Cali – Deportivo Pereira 2:1 Armando Carrillo 14, 73 - Léiner Gómez 48                     |
| 29 kwietnia 2007 | Cúcuta – Independiente Medellín 0:1 Ricardo Calle 79k                                                |
| 29 kwietnia 2007 | Once Caldas – Real Cartagena 2:1 Juan Manuel Perillo 24, Julián Díaz 44 - Carlos Rentería 45         |
| 29 kwietnia 2007 | Quindío Armenia – Atlético Huila 1:0 Iván Vélez 10                                                   |
| 29 kwietnia 2007 | Deportivo Pasto – Independiente Santa Fe 0:1 Léider Preciado 66                                      |
| 29 kwietnia 2007 | Millonarios FC – La Equidad Bogotá 1:0 Juan Carlos Quintero 9                                        |
| 29 kwietnia 2007 | Tolima Ibagué – Boyacá Chicó Tunja 2:0 John Charria 25k, Juan Gabriel Galicia 62s                    |
| 29 kwietnia 2007 | Atlético Junior – Atlético Bucaramanga 0:0                                                           |
| 29 kwietnia 2007 | Atlético Nacional – America Cali 4:0 Sergio Galván 39, Carmelo Valencia 51, 85, Aldo Leao Ramirez 77 |

### Apertura 17
| Data        | Mecz |
| ----------- | --- |
| 5 maja 2007 | Atlético Bucaramanga – Atlético Nacional 3:2 Edwards Jiménez 31, 85, Mauricio Romero Sellarés 76k - Oscar Passo 16, 34           |
| 6 maja 2007 | Deportivo Pereira – America Cali 1:0 Jhann Carlos López 22                                                                       |
| 6 maja 2007 | Boyacá Chicó Tunja – Atlético Junior 2:0 Néstor Salazar 31, Jorge López Caballero 50                                             |
| 6 maja 2007 | La Equidad Bogotá – Tolima Ibagué 4:1 Oscar Londoño 19, Jerson Córdoba 20, Stalin Motta 66, Luis Jaramillo 80 - John Charria 37k |
| 6 maja 2007 | Independiente Santa Fe – Millonarios FC 1:2 Luis Yáñez 53 - Carlos Castillo 26, Juan Carlos Quintero 47                          |
| 6 maja 2007 | Atlético Huila – Deportivo Pasto 2:1 Freddy Montero 23, 45 - Jorge Hernando Vidal 71                                             |
| 6 maja 2007 | Real Cartagena – Quindío Armenia 0:0                                                                                             |
| 6 maja 2007 | Independiente Medellín – Once Caldas 1:0 Héctor Alejandro Vasco 87                                                               |
| 6 maja 2007 | Deportivo Cali – Cúcuta 2:1 Martín Cardetti 30, Harold Herrera 40 - David Córdoba 38                                             |

### Apertura 18
| Data        | Mecz |
| ----------- | --- |
| 6 maja 2007 | Cúcuta – Deportivo Pereira 1:0 Lionard Pajoy 64 |
| 6 maja 2007 | Once Caldas – Deportivo Cali 2:2 Darío Alberto Gigena 5, Silvio Arango 12 - Alex Viveros 58, Rubén Darío Velásquez 83                                                   |
| 6 maja 2007 | Quindío Armenia – Independiente Medellín 0:4 Jaime Castrillón 41, Jackson Martínez 44, Danilson Córdoba 76, Diego Álvarez 89                                            |
| 6 maja 2007 | Deportivo Pasto – Real Cartagena 1:0 Óscar Martínez 7 |
| 6 maja 2007 | Millonarios FC – Atlético Huila 3:0 Carlos Castillo 23, Carlos Villagra 72, 90                                                                                          |
| 6 maja 2007 | Atlético Junior – La Equidad Bogotá 2:2 Emerson Acuña 17, Luis Iriarte 62 - Oscar Londoño 43, 77                                                                        |
| 6 maja 2007 | Tolima Ibagué – Independiente Santa Fe 1:2 Yulián Anchico 66 - Léider Preciado 33, Christian Marrugo 89k                                                                |
| 6 maja 2007 | Atlético Nacional – Boyacá Chicó Tunja 3:0 Víctor Aristizábal 7, Jairo Patiño 12, Carmelo Valencia 19                                                                   |
| 6 maja 2007 | America Cali – Atlético Bucaramanga 4:2 Milton Rodríguez 15, Javier Reina 20, Duvier Riascos 33, Andrés Felipe González 39 - Gian Carlos Dueñas 60s, Edwards Jiménez 85 |

### Tabela końcowa turnieju Apertura 2007
| Poz | Klub                   | Mecze | Zw | Rem | Por | Pkt | BrZd | BrStr |
| --- | ---------------------- | ----- | -- | --- | --- | --- | ---- | ----- |
| 1   | Deportivo Cali         | 18    | 9  | 7   | 2   | 34  | 33   | 20    |
| 2   | Cúcuta                 | 18    | 10 | 3   | 5   | 33  | 28   | 17    |
| 3   | Atlético Nacional      | 18    | 9  | 5   | 4   | 32  | 32   | 20    |
| 4   | Millonarios FC         | 18    | 8  | 6   | 4   | 30  | 26   | 17    |
| 5   | Boyacá Chicó Tunja     | 18    | 9  | 3   | 6   | 30  | 20   | 16    |
| 6   | Independiente Medellín | 18    | 8  | 5   | 5   | 29  | 33   | 31    |
| 7   | Independiente Santa Fe | 18    | 8  | 5   | 5   | 29  | 23   | 21    |
| 8   | Atlético Huila         | 18    | 9  | 1   | 8   | 28  | 24   | 23    |
| 9   | Atlético Bucaramanga   | 18    | 7  | 6   | 5   | 27  | 23   | 21    |
| 10  | Deportivo Pasto        | 18    | 6  | 5   | 7   | 23  | 19   | 21    |
| 11  | Atlético Junior        | 18    | 5  | 8   | 5   | 23  | 22   | 26    |
| 12  | Tolima Ibagué          | 18    | 6  | 2   | 10  | 20  | 26   | 28    |
| 13  | America Cali           | 18    | 4  | 7   | 7   | 19  | 24   | 35    |
| 14  | Once Caldas            | 18    | 4  | 6   | 8   | 18  | 18   | 25    |
| 15  | Quindío Armenia        | 18    | 4  | 6   | 8   | 18  | 14   | 22    |
| 16  | Real Cartagena         | 18    | 3  | 8   | 7   | 17  | 14   | 22    |
| 17  | Deportivo Pereira      | 18    | 3  | 6   | 9   | 15  | 14   | 21    |
| 18  | La Equidad Bogotá      | 18    | 2  | 7   | 9   | 13  | 21   | 28    |

### Apertura Cuadrangulares

#### Apertura Cuadrangulares 1
| Data         | Mecz                                                                                     |
| ------------ | ---------------------------------------------------------------------------------------- |
| 16 maja 2007 | Atlético Nacional – Boyacá Chicó Tunja 3:0 Aldo Leão Ramírez 10, 26, Humberto Mendoza 75 |
| 16 maja 2007 | Deportivo Cali – Independiente Santa Fe 2:0 Álvaro Domínguez 42, Hámilson Olave 85       |
| 16 maja 2007 | Millonarios FC – Atlético Huila 0:1 Freddy Montero 26                                    |
| 17 maja 2007 | Cúcuta – Independiente Medellín 1:1 Pedro Portocarrero 30 - Diego Andrés Álvarez 8       |

#### Apertura Cuadrangulares 2
| Data         | Mecz |
| ------------ | --- |
| 19 maja 2007 | Independiente Santa Fe – Atlético Nacional 1:0 Christian Marrugo 60                                                                              |
| 20 maja 2007 | Boyacá Chicó Tunja – Deportivo Cali 1:2 Néstor Salazar 40 - Álvaro Domínguez 29, Martín Cardetti 69                                              |
| 20 maja 2007 | Atlético Huila – Cúcuta 1:1 Germán Caicedo 68 - Lionard Pajoy 64                                                                                 |
| 20 maja 2007 | Independiente Medellín – Millonarios FC 2:3 Ricardo Calle 34, Jackson Martínez 56 - Carlos Castillo 29, Ricardo Ciciliano 49k, Gerardo Bedoya 67 |

#### Apertura Cuadrangulares 3
| Data         | Mecz |
| ------------ | --- |
| 23 maja 2007 | Boyacá Chicó Tunja – Independiente Santa Fe 5:1 Néstor Salazar 20, Dayron Pérez 32, Jersson González 53, Juan Mahecha 63, Anuar Guerrero 86 - David Montoya 4 |
| 23 maja 2007 | Atlético Nacional – Deportivo Cali 3:0 Carmelo Valencia 21, 37, Jairo Patiño 75                                                                               |
| 23 maja 2007 | Atlético Huila – Independiente Medellín 1:0 Martín Carrillo 94k                                                                                               |
| 24 maja 2007 | Millonarios FC – Cúcuta 2:0 Carlos Castillo 1, Carlos Villagra 31                                                                                             |

#### Apertura Cuadrangulares 4
| Data         | Mecz |
| ------------ | --- |
| 26 maja 2007 | Deportivo Cali – Atlético Nacional 0:0 |
| 27 maja 2007 | Independiente Santa Fe – Boyacá Chicó Tunja 0:1 Néstor Salazar 80                                                                                              |
| 27 maja 2007 | Independiente Medellín – Atlético Huila 3:3 Jaime Castrillón 8, César Valoyes 54, Jackson Martínez 66 - Róbinson Aponzá 4, Andrés Ortíz 55s, Germán Caicedo 92 |
| 27 maja 2007 | Cúcuta – Millonarios FC 3:1 Juan Martínez 17k, 57, Jarín Asprilla 54 - Johnatan Estrada 80                                                                     |

#### Apertura Cuadrangulares 5
| Data         | Mecz |
| ------------ | --- |
| 27 maja 2007 | Deportivo Cali – Boyacá Chicó Tunja 3:1 Álvaro Domínguez 7, Martín Cardetti 71, 76, Néstor Salazar 41         |
| 27 maja 2007 | Atlético Nacional – Independiente Santa Fe 3:1 Víctor Aristizábal 41, Humberto Mendoza 53, 60 - Luis Yáñez 35 |
| 27 maja 2007 | Cúcuta – Atlético Huila 4:0 Nelson Flórez 14, Lionard Pajoy 37, 41, Elvis Rivas 86                            |
| 27 maja 2007 | Millonarios FC – Independiente Medellín 1:0 Ervin González 96                                                 |

#### Apertura Cuadrangulares 6
| Data         | Mecz |
| ------------ | --- |
| 27 maja 2007 | Boyacá Chicó Tunja – Atlético Nacional 2:3 Jersson González 31, Néstor Salazar 51 - Juan Zúñiga 49, Jairo Patiño 53, Sergio Galván 63 |
| 27 maja 2007 | Independiente Santa Fe – Deportivo Cali 1:1 Anthony Tapia 82 - Paolo Frangipane 92                                                    |
| 27 maja 2007 | Atlético Huila – Millonarios FC 2:0 Freddy Montero 2, Marcelo Torres 66                                                               |
| 27 maja 2007 | Independiente Medellín – Cúcuta 0:0                                                                                                   |

#### Tabele końcowe Apertura Cuadrangulares
| Poz | Klub                   | Mecze | Zw | Rem | Por | Pkt | BrZd | BrStr |
| --- | ---------------------- | ----- | -- | --- | --- | --- | ---- | ----- |
| 1   | Atlético Nacional      | 6     | 4  | 1   | 1   | 13  | 12   | 4     |
| 2   | Deportivo Cali         | 6     | 3  | 2   | 1   | 11  | 8    | 6     |
| 3   | Boyacá Chicó Tunja     | 6     | 2  | 0   | 4   | 6   | 10   | 12    |
| 4   | Independiente Santa Fe | 6     | 1  | 1   | 4   | 4   | 4    | 12    |

| Poz | Klub                   | Mecze | Zw | Rem | Por | Pkt | BrZd | BrStr |
| --- | ---------------------- | ----- | -- | --- | --- | --- | ---- | ----- |
| 1   | Atlético Huila         | 6     | 3  | 2   | 1   | 11  | 8    | 8     |
| 2   | Cúcuta                 | 6     | 2  | 3   | 1   | 9   | 9    | 5     |
| 3   | Millonarios FC         | 6     | 3  | 0   | 3   | 9   | 7    | 8     |
| 4   | Independiente Medellín | 6     | 0  | 3   | 3   | 3   | 6    | 9     |

### Apertura Finalisima
Źródło: http://www.colombia.com/futbol/torneo_apertura/2007/f_anteriores.asp
| Atlético Huila – Atlético Nacional 0:1 i 1:2 |
| 13 czerwca 2007 Atlético Huila – Atlético Nacional 0:1 (0:0) Sędzia: Hernando Buitrago Bramki: 0:1 Carmelo Valencia 51 Club Deportivo Atlético Huila (trener Néstor Otero): Luis Estacio – Harold Viáfara (64 Felipe Benálcazar), Belmer Aguilar, Duván Hernández, Freddy Hurtado (76 Róbinson Aponzá), Edwin Rivas, Germán Caicedo, Marcelo Torres, Rodrigo Marangoni, Leonardo Rojano (58 Javier Carrillo), Freddy Montero Corporación Deportiva Club Atlético Nacional (trener Oscar Quintabani): David Ospina – Camilo Zúñiga, Iván Hurtado, Humberto Mendoza, Marlon Piedrahita, José Amaya, Jarol Martínez (74 Diego Toro), Aldo Leão Ramírez (89 Carlos Díaz), Jairo Patiño, Víctor Aristizábal (77 Sergio Galván), Carmelo Valencia                                                                               |
| 17 czerwca 2007 Atlético Nacional – Atlético Huila 2:1 (1:1) Sędzia: Albert Duarte Bramki: 1:0 Carmelo Valencia 22, 1:1 Duván Hernández 43, 2:1 Diego Toro 87 Czerwone kartki: Camilo Zúñiga / Francisco Javier López Corporación Deportiva Club Atlético Nacional (trener Oscar Quintabani): David Ospina – Camilo Zúñiga, Iván Hurtado, Camilo Pérez, Marlon Piedrahíta, José Amaya, Jarol Martínez (27 Diego Toro), Jairo Patiño, Aldo Leão Ramírez (75 Carlos Díaz), Víctor Aristizábal (62 Elkin Murillo), Carmelo Valencia Club Deportivo Atlético Huila (trener Néstor Otero): Luis Estacio – Felipe Benálcazar, Marcelo Torres, Duván Hernández, Edwin Rivas, Francisco Javier López, Germán Caicedo, Donald Millán (79 Róbinson Aponzá), Rodrigo Marangoni, Leonardo Rojano (53 Mauricio Molina), Freddy Montero |

Mistrzem Kolumbii turnieju Apertura w roku 2007 został klub Atlético Nacional, natomiast wicemistrzem Kolumbii - klub Atlético Huila.

## Torneo Finalización 2007
W turnieju udział wzięło 18 klubów, które na początku rozegrały ze sobą po jednym meczu systemem "każdy z każdym". Najlepszych 8 klubów w końcowej tabeli awansowało do kolejnej, półfinałowej fazy turnieju (Cuadrangulares). Kluby podzielone zostały na dwie grupy po 4 drużyny. Zwycięzcy grup spotkali się w finale w walce o tytuł mistrza Kolumbii.

### Finalización 1
| Data            | Mecz |
| --------------- | --- |
| 21 lipca 2007   | Once Caldas – Cúcuta 1:0 Dayro Moreno 47                                                                         |
| 21 lipca 2007   | Atlético Nacional – La Equidad Bogotá 0:0                                                                        |
| 22 lipca 2007   | Atlético Junior – Independiente Santa Fe 2:1 Herly Alcázar 41g, Alfredo Padilla 65g - Álvaro Francisco Nájera 34 |
| 22 lipca 2007   | America Cali – Boyacá Chicó Tunja 1:2 Hárrison Otálvaro 29 - Javier Araújo 10, Edwin Movíl 72                    |
| 22 lipca 2007   | Deportivo Pasto – Independiente Medellín 1:0 Carlos Daniel Hidalgo 38k                                           |
| 22 lipca 2007   | Atlético Bucaramanga – Deportivo Pereira 0:1 Jhony Acosta 11                                                     |
| 22 lipca 2007   | Millonarios FC – Real Cartagena 1:0 Carlos Villagra 66                                                           |
| 22 lipca 2007   | Tolima Ibagué – Atlético Huila 3:0 1:0 John Chárria 10, 28, 59                                                   |
| 8 sierpnia 2007 | Quindío Armenia – Deportivo Cali 1:1 Edison Toloza 57 - Milton Rodriguez 78                                      |

### Finalización 2
| Data          | Mecz |
| ------------- | --- |
| 28 lipca 2007 | Atlético Huila – Atlético Junior 1:0 Adrián Aranda 2                                                                                              |
| 28 lipca 2007 | Independiente Santa Fe – Atlético Nacional 0:2 [[Juan EJuan Stiven Vélez]] 28, Carmelo Valencia 78                                                |
| 29 lipca 2007 | Deportivo Pereira – Once Caldas 0:3 Dairo Moreno 27, 85, Wilson Mena 59                                                                           |
| 29 lipca 2007 | Cúcuta – Quindío Armenia 2:0 Víctor Cortés 2, Macnelly Torres 34                                                                                  |
| 29 lipca 2007 | Deportivo Cali – Deportivo Pasto 4:4 Freddy Montero 21, 72, Martín Cardetti 37, 49k - Carlos Daniel Hidalgo 42, 57k, Jorge Hernando Vidal 66, 92k |
| 29 lipca 2007 | Independiente Medellín – Millonarios FC 2:1 Néider Morantes 13, Diego Álvarez 25k - Ricardo Ciciliano 64                                          |
| 29 lipca 2007 | Real Cartagena – Tolima Ibagué 1:0 Eder Hernández 89                                                                                              |
| 29 lipca 2007 | La Equidad Bogotá – America Cali 1:0 Wilson Carpintero 42                                                                                         |
| 29 lipca 2007 | Boyacá Chicó Tunja – Atlético Bucaramanga 1:1 Ever Palacios 67 - Mario González 35                                                                |

### Finalización 3
| Data            | Mecz |
| --------------- | --- |
| 4 sierpnia 2007 | America Cali – Independiente Santa Fe 3:2 Jorge Alberto Rojas 6, Humberto Osorio 8, Hárrison Otálvaro 62 - Ronald Ramírez 38, Christian Marrugo 50 |
| 4 sierpnia 2007 | Quindío Armenia – Once Caldas 1:2 Iván Velásquez 66 - Dayro Moreno 80, Wilson Mena 82                                                              |
| 5 sierpnia 2007 | Tolima Ibagué – Independiente Medellín 4:2 John Charria 25k, Hernando Patiño 42, 59, Wiston Girón 48 - Néider Morantes 35, Diego Álvarez 82k       |
| 5 sierpnia 2007 | Deportivo Pereira – Boyacá Chicó Tunja 0:1 Ever Palacios 65                                                                                        |
| 5 sierpnia 2007 | Atlético Bucaramanga – La Equidad Bogotá 1:2 Leonardo Fabio Moreno 36 - Iván Trujillo 49, Stalin Motta 67                                          |
| 5 sierpnia 2007 | Atlético Junior – Real Cartagena 4:2 Rodrigo Riep 26, 32, Alfredo Padilla 42, Emerson Acuña 67 - David Yepes 24, Jorge Gabriel Alvez 34            |
| 5 sierpnia 2007 | Deportivo Pasto – Cúcuta 3:0 Manuel Galarcio Barrios 40, 85, Carlos Hidalgo 69                                                                     |
| 5 sierpnia 2007 | Atlético Nacional – Atlético Huila 3:2 Víctor Hugo Aristizábal 8g, Sergio Galván 36, Carmelo Valencia 63 - Adrián Aranda 3, Rodrigo Marangoni 82   |
| 5 sierpnia 2007 | Millonarios FC – Deportivo Cali 1:2 Juan Carlos Quintero 38 - Martín Cardetti 51g, Germán Caicedo 71                                               |

### Finalización 4
| Data             | Mecz |
| ---------------- | --- |
| 11 sierpnia 2007 | Cúcuta – Millonarios FC 2:2 Lionard Pajoy 42, 46 - Ricardo Ciciliano 14, Nestor Silva 26                                                 |
| 11 sierpnia 2007 | Once Caldas – Deportivo Pasto 2:3 Mauricio Ferney Casierra 60, Dayro Mauricio Moreno 85 - Carlos Hidalgo 33, 52, Óscar Darío Martinez 86 |
| 12 sierpnia 2007 | Independiente Santa Fe – Atlético Bucaramanga 4:1 Ronald Ramírez 45, Léider Preciado 57, 71, 74 - Julio César Caicedo 88                 |
| 12 sierpnia 2007 | Quindío Armenia – Deportivo Pereira 3:1 Iván Velásquez 6, Luis Fernando Mosquera 18, Rafael Castillo 62 - Óscar Restrepo 72              |
| 12 sierpnia 2007 | Real Cartagena – Atlético Nacional 0:2 Carmelo Valencia 67, 73                                                                           |
| 12 sierpnia 2007 | Atlético Huila – America Cali 1:1 Adrián Aranda 69 - Paulo César Arango 45                                                               |
| 12 sierpnia 2007 | La Equidad Bogotá – Boyacá Chicó Tunja 3:1 Iván Trujillo 49, 59, Stalin Motta 90 - Hugo Soto 66s                                         |
| 12 sierpnia 2007 | Deportivo Cali – Tolima Ibagué 1:2 Háyder Palacios 15k - John Charria 38, 65                                                             |
| 12 sierpnia 2007 | Independiente Medellín – Atlético Junior 3:1 Diego Álvarez 19k, 55k, Jaime Castrillón 58 - Rodrigo Riep 41k                              |

### Finalización 5
| Data             | Mecz |
| ---------------- | --- |
| 17 sierpnia 2007 | Tolima Ibagué – Cúcuta 2:0 Fernando Oliveira de Avila 76, 84                                                                              |
| 18 sierpnia 2007 | Millonarios FC – Once Caldas 1:2 Ricardo Ciciliano 61k - Dayro Mauricio Moreno 51, Julian Hernando Díaz 83                                |
| 18 sierpnia 2007 | America Cali – Real Cartagena 1:0 Gustavo Ramos 24                                                                                        |
| 19 sierpnia 2007 | Atlético Junior – Deportivo Cali 2:1 Alfredo Padilla 34, Hilario Cuenú 82 - Freddy Montero 43                                             |
| 19 sierpnia 2007 | Deportivo Pereira – La Equidad Bogotá 2:2 Oscar Restrepo 2, Cristian López 45 - Stalín Motta 47, Diego Cochas 65                          |
| 19 sierpnia 2007 | Boyacá Chicó Tunja – Independiente Santa Fe 0:1 Christian Marrugo 23                                                                      |
| 19 sierpnia 2007 | Atlético Bucaramanga – Atlético Huila 5:0 Andrés Sarmiento 4, Julio Caicedo 22, Victor Pacheco 26, Edwards Jiménez 60, Eulalio Arriaga 80 |
| 19 sierpnia 2007 | Deportivo Pasto – Quindío Armenia 1:2 Carlos Hidalgo 14k - Edison Toloza 8, Rafael Castillo 70                                            |
| 19 sierpnia 2007 | Atlético Nacional – Independiente Medellín 1:0 Fernando Martel 74                                                                         |

### Finalización 6
| Data             | Mecz |
| ---------------- | --- |
| 24 sierpnia 2007 | Independiente Medellín – America Cali 1:3 Eduardo Domínguez 73 - John Valencia 40, 46, Adrián Ramos 56                                    |
| 25 sierpnia 2007 | Deportivo Cali – Atlético Nacional 1:1 Milton Rodríguez 15 - Sergio Galván 38                                                             |
| 25 sierpnia 2007 | Once Caldas – Tolima Ibagué 0:1 César Rivas 25                                                                                            |
| 26 sierpnia 2007 | Independiente Santa Fe – La Equidad Bogotá 1:2 Léider Preciado 90 - Joe Luis Ragua 14s, Stalin Motta 68                                   |
| 26 sierpnia 2007 | Deportivo Pasto – Deportivo Pereira 1:1 Horacio Chiorazzo 33 - Julián Barahona 64                                                         |
| 26 sierpnia 2007 | Cúcuta – Atlético Junior 2:0 Lin Henry 17, Lionard Pajoy 45                                                                               |
| 26 sierpnia 2007 | Real Cartagena – Atlético Bucaramanga 3:1 Omar Sebastián Pérez 6, Luís Hernán Sillero 28, Mauricio Arroyo 48 - Edwards Jiménez 41         |
| 26 sierpnia 2007 | Atlético Huila – Boyacá Chicó Tunja 0:0                                                                                                   |
| 26 sierpnia 2007 | Quindío Armenia – Millonarios FC 6:1 Rafael Arlex Castillo 5, Edison Toloza 16, 18, 68, Luis Fernando Mosquera 45, 53 - Gerardo Bedoya 15 |

### Finalización 7
| Data             | Mecz |
| ---------------- | --- |
| 31 sierpnia 2007 | Deportivo Pereira – Independiente Santa Fe 2:2 Gustavo Cañete 10, Johnny Acosta 41 - Ronald Ramírez 39, Anthony Tapia 51 |
| 1 września 2007  | America Cali – Deportivo Cali 0:0                                                                                        |
| 1 września 2007  | Millonarios FC – Deportivo Pasto 0:3 Horacio Chiorazzo 41, Horacio Castillo 55, Carlos Hidalgo 78                        |
| 2 września 2007  | Atlético Junior – Once Caldas 4:2 Herly Alcázar 56, 63, 77, Teófilo Gutiérrez 81 - Dairo Moreno 8, Wilson Mena 71        |
| 2 września 2007  | La Equidad Bogotá – Atlético Huila 2:1 Weimar Olivares 7, Roberto Polo 79 - Fredy Hurtado 69                             |
| 2 września 2007  | Boyacá Chicó Tunja – Real Cartagena 1:1 Henry Zambrano 73 - Carlos Rentería 48                                           |
| 2 września 2007  | Atlético Bucaramanga – Independiente Medellín 0:1 Bélmer Aguilar 8                                                       |
| 2 września 2007  | Tolima Ibagué – Quindío Armenia 1:1 Yulián Anchico 48 - Luis Fernando Mosquera 92                                        |
| 2 września 2007  | Atlético Nacional – Cúcuta 0:1 Macnelly Torres 67                                                                        |

### Finalización 8
| Data                | Mecz |
| ------------------- | --- |
| 7 września 2007     | Independiente Medellín – Boyacá Chicó Tunja 0:2 Anuar Guerrero 18, Edwin Movil 84                             |
| 8 września 2007     | Deportivo Cali – Atlético Bucaramanga 1:1 Jhonny Vásquez 83 - Edwards Jiménez 27                              |
| 8 września 2007     | Cúcuta – America Cali 2:0 Diego Aroldo Cabrera Flores 24, Lionard Pajoy 90                                    |
| 9 września 2007     | Millonarios FC – Deportivo Pereira 1:0 Carlos Villagra 20k                                                    |
| 9 września 2007     | Quindío Armenia – Atlético Junior 1:0 Luis Fernando Mosquera 5                                                |
| 9 września 2007     | Once Caldas – Atlético Nacional 2:2 Wilson Mena 19, Rodrigo Ruiz 48 - Fernando Martel 56, Carmelo Valencia 64 |
| 9 września 2007     | Real Cartagena – La Equidad Bogotá 1:2 Airon del Valle 65 - Bréiner Steven Belalcázar 34, Weimar Olivares 89  |
| 9 września 2007     | Atlético Huila – Independiente Santa Fe 0:0                                                                   |
| 3 października 2007 | Deportivo Pasto – Tolima Ibagué 2:0 Carlos Hidalgo 58, 61                                                     |

### Finalización 9
| Data             | Mecz |
| ---------------- | --- |
| 14 września 2007 | Once Caldas – Deportivo Pereira 2:2 Sebastián Ramírez 35, Dayro Moreno 74 - Cristian López 59, Julián Barahona 84                           |
| 15 września 2007 | Deportivo Cali – America Cali 0:1 |
| 15 września 2007 | Real Cartagena – Atlético Junior 0:0 mecz został przerwany w 25 minucie z powodu ulewnego deszczu i dokończony następnego dnia              |
| 16 września 2007 | Real Cartagena – Atlético Junior 1:0 dokończenie brakujących 65 minut                                                                       |
| 16 września 2007 | Independiente Medellín – Atlético Nacional 1:4 Jaime Alberto Castrillón 9 - Aldo Ramírez 20, 51, Carmelo Valencia 24, Víctor Aristizábal 53 |
| 16 września 2007 | Boyacá Chicó Tunja – Quindío Armenia 1:0 Néstor Salazar 47                                                                                  |
| 16 września 2007 | La Equidad Bogotá – Deportivo Pasto 0:0 |
| 16 września 2007 | Atlético Huila – Tolima Ibagué 3:0 Adrián Aranda 2, Felipe Pardo 56, Marcelo Torres 71                                                      |
| 16 września 2007 | Cúcuta – Atlético Bucaramanga 3:1 Diego Aroldo Cabrera Flores 25, 65, Lin Henry 90 - Walter Moreno 73s                                      |
| 16 września 2007 | Independiente Santa Fe – Millonarios FC 0:1 Gerardo Bedoya 50                                                                               |

### Finalización 10
| Data             | Mecz |
| ---------------- | --- |
| 21 września 2007 | Boyacá Chicó Tunja – Deportivo Cali 1:1 Juan Mahecha 17 - Jámison Olave 23                                                |
| 22 września 2007 | La Equidad Bogotá – Independiente Medellín 0:1 Jaime Alberto Castrillón 71                                                |
| 22 września 2007 | Tolima Ibagué – Millonarios FC 0:0                                                                                        |
| 23 września 2007 | America Cali – Once Caldas 2:2 Pablo Stifer Armero 16, Cristian Nazarith 67 - Dayro Mauricio Moreno 7, Gustavo Canales 56 |
| 23 września 2007 | Deportivo Pereira – Atlético Huila 0:0                                                                                    |
| 23 września 2007 | Independiente Santa Fe – Real Cartagena 1:1 Léider Preciado 76 - Eder Hernández 90k                                       |
| 23 września 2007 | Atlético Bucaramanga – Cúcuta 1:2 Víctor Pacheco 65 - Diego Aroldo Cabrera Flores 34k, Alex Del Castillo 68               |
| 23 września 2007 | Atlético Junior – Deportivo Pasto 1:0 Jaider Romero 89k                                                                   |
| 23 września 2007 | Atlético Nacional – Quindío Armenia 2:1 Camilo Zúñiga 60, Sergio Galván Rey 75 - Luis Fernando Mosquera 58                |

### Finalización 11
| Data             | Mecz |
| ---------------- | --- |
| 28 września 2007 | Tolima Ibagué – Deportivo Pereira 3:0 Fernando Oliveira de Avila 34, 58, 91                                                    |
| 29 września 2007 | Quindío Armenia – America Cali 0:2 Emmanuel Acosta 37, Cristian Nazarith 48                                                    |
| 29 września 2007 | Independiente Medellín – Independiente Santa Fe 2:0 Jackson Martínez 77, Jaime Castrillón 79                                   |
| 30 września 2007 | Millonarios FC – Atlético Junior 2:0 Ricardo Ciciliano 49, Óscar Briceño 90                                                    |
| 30 września 2007 | Once Caldas – Atlético Bucaramanga 1:0 Dairo Moreno 14                                                                         |
| 30 września 2007 | Cúcuta – Boyacá Chicó Tunja 5:1 Diego Cabrera 2, 16, Elvis González 45, Víctor Cortés 85, Lionard Pajoy 89 - Néstor Salazar 68 |
| 30 września 2007 | Deportivo Cali – La Equidad Bogotá 0:1 Roberto Polo 12                                                                         |
| 30 września 2007 | Real Cartagena – Atlético Huila 1:2 Airon del Valle 75 - Rodrigo Marangoni 50, 78                                              |
| 30 września 2007 | Deportivo Pasto – Atlético Nacional 0:1 Humberto Mendoza 31                                                                    |

### Finalización 12
| Data                | Mecz |
| ------------------- | --- |
| 5 października 2007 | Deportivo Pereira – Real Cartagena 1:1 Luis Jaramillo 76 - Ayron del Valle 53                                               |
| 6 października 2007 | America Cali – Deportivo Pasto 1:0 Luis Tejada 73                                                                           |
| 6 października 2007 | Atlético Huila – Independiente Medellín 0:3 Jaime Castrillón 10, 58, Diego Álvarez 46k                                      |
| 7 października 2007 | Atlético Junior – Tolima Ibagué 1:2 César Fawcett 66 - Javier Arizala 23, 61                                                |
| 7 października 2007 | La Equidad Bogotá – Cúcuta 1:0 Stalin Motta 55                                                                              |
| 7 października 2007 | Boyacá Chicó Tunja – Once Caldas 1:0 Néstor Salazar 61                                                                      |
| 7 października 2007 | Atlético Bucaramanga – Quindío Armenia 3:2 Andrés Sarmiento 17, 39, Edwards Jiménez 70 - Rafael Castillo 23, Diego Chará 50 |
| 7 października 2007 | Independiente Santa Fe – Deportivo Cali 0:0                                                                                 |
| 7 października 2007 | Atlético Nacional – Millonarios FC 3:0 Víctor Aristizábal 23, 53, Aldo Ramírez 86                                           |

### Finalización 13
| Data                 | Mecz |
| -------------------- | --- |
| 19 października 2007 | Quindío Armenia – Boyacá Chicó Tunja 1:5 Edison Toloza 4 - Dayron Alejandro Pérez 35, Juan Mahecha 49, Néstor Salazar 59, Javier Araújo 78, Edwin Movil 87 |
| 20 października 2007 | Millonarios FC – America Cali 1:2 Ricardo Ciciliano 72k - Gustavo Ramos 81, Jorge Andrés Rojas 90k                                                         |
| 20 października 2007 | Once Caldas – La Equidad Bogotá 2:1 Harnold Palacios 35, Dayro Mauricio Moreno 85 - Wilson Carpintero 79                                                   |
| 21 października 2007 | Atlético Junior – Deportivo Pereira 0:0 |
| 21 października 2007 | Tolima Ibagué – Atlético Nacional 2:1 César Rivas 59, John Charria 82k - Víctor Aristizábal 71                                                             |
| 21 października 2007 | Deportivo Pasto – Atlético Bucaramanga 2:0 Jesús Sinisterra 15, Carlos Hidalgo 32                                                                          |
| 21 października 2007 | Cúcuta – Independiente Santa Fe 4:1 Macnelly Torres 43, Lionard Pajoy 58, 61, Diego Aroldo Cabrera Flores 48 - Christian Camilo Marrugo 62                 |
| 21 października 2007 | Deportivo Cali – Atlético Huila 2:2 Sebastian Hernandez 44, Edgar Zapata 81 - Rodrigo Marangoni 38, Felipe Pardo 71                                        |
| 21 października 2007 | Independiente Medellín – Real Cartagena 1:0 Diego Andrés Álvarez 60k                                                                                       |

### Finalización 14
| Data                 | Mecz |
| -------------------- | --- |
| 25 października 2007 | La Equidad Bogotá – Quindío Armenia 2:1 Pablo Andrés Escobar 20s, Román Torres 86 - Iván Velásquez 71                   |
| 25 października 2007 | Atlético Bucaramanga – Millonarios FC 1:0 Julio Caicedo 90                                                              |
| 25 października 2007 | Atlético Nacional – Atlético Junior 0:0                                                                                 |
| 25 października 2007 | Deportivo Pereira – Independiente Medellín 2:0 Jhony Alejandro Acosta 30, Cristian Fernández 66                         |
| 25 października 2007 | Atlético Huila – Cúcuta 2:2 Adrián Aranda 24, 45 - Lionard Pajoy 50, Víctor Cortés 82                                   |
| 25 października 2007 | Independiente Santa Fe – Once Caldas 0:4 Cesar Cáceres Cañete 15, Dayro Mauricio Moreno 22, 49, Julian Hernando Díaz 81 |
| 25 października 2007 | Boyacá Chicó Tunja – Deportivo Pasto 0:0                                                                                |
| 25 października 2007 | America Cali – Tolima Ibagué 1:0 Carlos Enrique Valdéz 24                                                               |
| 26 października 2007 | Real Cartagena – Deportivo Cali 0:2 Sebastian Hernandez 68, 85                                                          |

### Finalización 15
| Data                 | Mecz |
| -------------------- | --- |
| 31 października 2007 | Atlético Junior – America Cali 1:3 Alfredo Padilla 3 - Jorge Andrés Rojas 44k, 87, Paulo Arango 90                    |
| 31 października 2007 | Atlético Nacional – Deportivo Pereira 2:0 Aldo Ramírez 18, Carmelo Valencia 23                                        |
| 31 października 2007 | Tolima Ibagué – Atlético Bucaramanga 3:1 Gustavo Bolívar 71, Fernando Oliveira de Avila 81 - Edinsson Pinzón 45       |
| 31 października 2007 | Millonarios FC – Boyacá Chicó Tunja 2:1 Andrés Felipe Salinas Rodríguez 10, Marcos Marcelo Tejera 90 - Edwin Movil 12 |
| 31 października 2007 | Quindío Armenia – Independiente Santa Fe 3:0 Iván Velásquez ?, Álvaro Francisco Nájera 41s, Edison Toloza 47          |
| 31 października 2007 | Once Caldas – Atlético Huila 2:2 Dayro Mauricio Moreno 45, Wilson Einer Mena 71 - Felipe Pardo 7, 80                  |
| 31 października 2007 | Cúcuta – Real Cartagena 1:0 Diego Aroldo Cabrera Flores 90                                                            |
| 31 października 2007 | Deportivo Cali – Independiente Medellín 0:1 Jorge Serna 65                                                            |
| 1 listopada 2007     | Deportivo Pasto – La Equidad Bogotá 4:1 Óscar Martínez 7, 31, John Cano 51, Carlos Hidalgo 76 - Nectalí Vizcaíno 11   |

### Finalización 16
| Data             | Mecz                                                                                                 |
| ---------------- | --- |
| 3 listopada 2007 | America Cali – Atlético Nacional 1:1 Paulo Arango 4 - Aldo Ramírez 73                                |
| 3 listopada 2007 | Boyacá Chicó Tunja – Tolima Ibagué 1:0 Jersson Gonzalez 12k                                          |
| 4 listopada 2007 | La Equidad Bogotá – Millonarios FC 1:1 Stalin Motta 4 - Marcos Marcelo Tejera 51k                    |
| 4 listopada 2007 | Independiente Santa Fe – Deportivo Pasto 0:0                                                         |
| 4 listopada 2007 | Deportivo Pereira – Deportivo Cali 1:0 Mario Jaramillo 10                                            |
| 4 listopada 2007 | Real Cartagena – Once Caldas 1:1 Fabián Díaz 29 - Dayro Mauricio Moreno 90                           |
| 4 listopada 2007 | Atlético Huila – Quindío Armenia 0:1 Edison Toloza 71                                                |
| 4 listopada 2007 | Atlético Bucaramanga – Atlético Junior 2:1 Edwards Jiménez 45, Edinsson Pinzón 90 - Emerson Acuña 50 |
| 4 listopada 2007 | Independiente Medellín – Cúcuta 1:1 Eduardo Dominguez 24 - Diego Aroldo Cabrera Flores 69            |

### Finalización 17
| Data             | Mecz |
| ---------------- | --- |
| 7 listopada 2007 | America Cali – Deportivo Pereira 2:0 Jorge Eliecer Banguero 39, Carlos Alberto Preciado 48                                                           |
| 7 listopada 2007 | Atlético Nacional – Atlético Bucaramanga 1:0 Fernando Martel 13                                                                                      |
| 7 listopada 2007 | Atlético Junior – Boyacá Chicó Tunja 0:0 |
| 7 listopada 2007 | Tolima Ibagué – La Equidad Bogotá 2:1 Yulian Anchico 47, Jorge Perlaza 81 - Iván Trujillo 77                                                         |
| 7 listopada 2007 | Deportivo Pasto – Atlético Huila 1:0 Manuel Galarcio Barrios 11                                                                                      |
| 7 listopada 2007 | Quindío Armenia – Real Cartagena 1:0 Edison Toloza 7                                                                                                 |
| 7 listopada 2007 | Once Caldas – Independiente Medellín 1:0 Wilson Einer Mena 71                                                                                        |
| 7 listopada 2007 | Cúcuta – Deportivo Cali 1:1 Diego Aroldo Cabrera Flores 60 - Hernan Cordoba 29                                                                       |
| 8 listopada 2007 | Millonarios FC – Independiente Santa Fe 2:2 Carlos Alberto Castillo 15, Carlos Alberto Castillo 59 - Léider Preciado 71k, Álvaro Francisco Nájera 90 |

### Finalización 18
| Data              | Mecz |
| ----------------- | --- |
| 10 listopada 2007 | Atlético Huila – Millonarios FC 1:1 Duván Hernández 51 - Nestor Silva 90k |
| 11 listopada 2007 | Deportivo Pereira – Cúcuta 2:2 Mario Jaramillo 52, ? ? - Macnelly Torres 36, Diego Aroldo Cabrera Flores 48                                                                               |
| 11 listopada 2007 | Deportivo Cali – Once Caldas 1:0 Sebastian Hernandez 15 |
| 11 listopada 2007 | Independiente Medellín – Quindío Armenia 3:4 Jaime Alberto Castrillón 7, Diego Andrés Álvarez 31k, Iván Arturo Corredor Hurtado 86 - Iván Velásquez 15, 39, Luis Fernando Mosquera 60, 88 |
| 11 listopada 2007 | Real Cartagena – Deportivo Pasto 3:3 Ayron del Valle 15, José Manuel Najera 19, Óscar Castillo 51 - Óscar Martínez 12, Arnaldo Alonso 51, 61                                              |
| 11 listopada 2007 | La Equidad Bogotá – Atlético Junior 5:0 Stalin Motta 8, Wilson Carpintero 29, Iván Trujillo 76, Diego Cochas 79, 83k                                                                      |
| 11 listopada 2007 | Independiente Santa Fe – Tolima Ibagué 1:1 Jairo Suárez 21 - Fernando Oliveira de Avila 41                                                                                                |
| 11 listopada 2007 | Boyacá Chicó Tunja – Atlético Nacional 1:2 Néstor Salazar 24 - Carmelo Valencia 15, ? |
| 11 listopada 2007 | Atlético Bucaramanga – America Cali 1:0 Jorge Casanova 31k |

### Tabela końcowa turnieju Finalización 2007
| Poz | Klub                   | Mecze | Zw | Rem | Por | Pkt | BrZd | BrStr |
| --- | ---------------------- | ----- | -- | --- | --- | --- | ---- | ----- |
| 1   | Atlético Nacional      | 18    | 11 | 5   | 2   | 38  | 28   | 12    |
| 2   | La Equidad Bogotá      | 18    | 10 | 4   | 4   | 34  | 27   | 18    |
| 3   | America Cali           | 18    | 10 | 4   | 4   | 34  | 24   | 15    |
| 4   | Tolima Ibagué          | 18    | 10 | 3   | 5   | 33  | 26   | 17    |
| 5   | Cúcuta                 | 18    | 9  | 5   | 4   | 32  | 30   | 19    |
| 6   | Deportivo Pasto        | 18    | 8  | 6   | 4   | 30  | 28   | 16    |
| 7   | Once Caldas            | 18    | 8  | 5   | 5   | 29  | 29   | 22    |
| 8   | Boyacá Chicó Tunja     | 18    | 7  | 6   | 5   | 27  | 20   | 18    |
| 9   | Quindío Armenia        | 18    | 8  | 2   | 8   | 26  | 29   | 27    |
| 10  | Independiente Medellín | 18    | 8  | 1   | 9   | 25  | 22   | 25    |
| 11  | Millonarios FC         | 18    | 5  | 5   | 8   | 20  | 18   | 28    |
| 12  | Deportivo Cali         | 18    | 3  | 9   | 6   | 18  | 18   | 20    |
| 13  | Atlético Junior        | 18    | 5  | 3   | 10  | 18  | 17   | 28    |
| 14  | Atlético Bucaramanga   | 18    | 5  | 2   | 11  | 17  | 20   | 28    |
| 15  | Atlético Huila         | 18    | 3  | 8   | 7   | 17  | 17   | 27    |
| 16  | Deportivo Pereira      | 18    | 3  | 8   | 7   | 17  | 15   | 25    |
| 17  | Real Cartagena         | 18    | 3  | 5   | 10  | 14  | 16   | 25    |
| 18  | Independiente Santa Fe | 18    | 2  | 7   | 9   | 13  | 16   | 30    |

### Finalización Cuadrangulares

#### Finalización Cuadrangulares 1
| Data              | Mecz |
| ----------------- | --- |
| 24 listopada 2007 | America Cali – Cúcuta 1:0 Jorge Andrés Rojas 58k                                                              |
| 24 listopada 2007 | Boyacá Chicó Tunja – Deportivo Pasto 0:3 Óscar Martínez 31, Arnaldo Alonso 42, Carlos Hidalgo 73              |
| 25 listopada 2007 | Atlético Nacional – Once Caldas 1:0 Sergio Galván Rey 77                                                      |
| 25 listopada 2007 | Tolima Ibagué – La Equidad Bogotá 1:2 Fernando Oliveira de Avila 63 - Bréiner Belalcázar 37, Iván Trujillo 76 |

#### Finalización Cuadrangulares 2
| Data              | Mecz                                                                                              |
| ----------------- | ------------------------------------------------------------------------------------------------- |
| 28 listopada 2007 | Cúcuta – Atlético Nacional 1:2 Diego Aroldo Cabrera Flores 25 - Iván Hurtado 61, Camilo Zúñiga 74 |
| 28 listopada 2007 | Once Caldas – America Cali 1:0 Miguel Rojas 64                                                    |
| 28 listopada 2007 | Deportivo Pasto – Tolima Ibagué 0:0                                                               |
| 28 listopada 2007 | La Equidad Bogotá – Boyacá Chicó Tunja 1:1 Iván Trujillo 11 - Ever Palacios 21                    |

#### Finalización Cuadrangulares 3
| Data           | Mecz |
| -------------- | --- |
| 1 grudnia 2007 | America Cali – Atlético Nacional 2:1 José Harrison Otálvaro 4, Luis Tejada 71 - Carlos Enrique Valdéz 30s |
| 1 grudnia 2007 | La Equidad Bogotá – Deportivo Pasto 1:0 Weimar Olivares 41                                                |
| 2 grudnia 2007 | Cúcuta – Once Caldas 0:1 Dayro Mauricio Moreno 74                                                         |
| 2 grudnia 2007 | Tolima Ibagué – Boyacá Chicó Tunja 1:1 Carlos Alberto González 27 - Juan Galicia 76                       |

#### Finalización Cuadrangulares 4
| Data           | Mecz                                                                                  |
| -------------- | ------------------------------------------------------------------------------------- |
| 5 grudnia 2007 | Once Caldas – Cúcuta 1:2 Wilson Einer Mena 86 - Diego Aroldo Cabrera Flores 55, 77    |
| 5 grudnia 2007 | Atlético Nacional – America Cali 1:0 Marlon Piedrahíta 21                             |
| 5 grudnia 2007 | Deportivo Pasto – La Equidad Bogotá 0:1 Carlos Gutiérrez 23                           |
| 5 grudnia 2007 | Boyacá Chicó Tunja – Tolima Ibagué 0:2 Javier Eduardo Arizala 11, Gerardo Vallejo 77k |

#### Finalización Cuadrangulares 5
| Data           | Mecz |
| -------------- | --- |
| 8 grudnia 2007 | Atlético Nacional – Cúcuta 2:2 Sergio Galván Rey 78k, 80 - Iván Hurtado 24s, Diego Aroldo Cabrera Flores 57 |
| 8 grudnia 2007 | America Cali – Once Caldas 2:1 Luis Tejada 76, Paulo Arango 87 - Gustavo Canales 81                         |
| 9 grudnia 2007 | Boyacá Chicó Tunja – La Equidad Bogotá 0:0                                                                  |
| 9 grudnia 2007 | Tolima Ibagué – Deportivo Pasto 1:2 Emir González 71 - Óscar Martínez 10, Eder Ruales 24                    |

#### Finalización Cuadrangulares 6
| Data            | Mecz                                                                               |
| --------------- | ---------------------------------------------------------------------------------- |
| 12 grudnia 2007 | Cúcuta – America Cali 1:1 Alex Del Castillo 38 - Andrés Felipe González 58         |
| 12 grudnia 2007 | Once Caldas – Atlético Nacional 0:0                                                |
| 12 grudnia 2007 | La Equidad Bogotá – Tolima Ibagué 1:1 Elkin Antonio Murillo 80 - Yulian Anchico 48 |
| 12 grudnia 2007 | Deportivo Pasto – Boyacá Chicó Tunja 0:0                                           |

### Tabele końcowe Finalización Cuadrangulares
| Poz | Klub              | Mecze | Zw | Rem | Por | Pkt | BrZd | BrStr |
| --- | ----------------- | ----- | -- | --- | --- | --- | ---- | ----- |
| 1   | Atlético Nacional | 6     | 3  | 2   | 1   | 11  | 8    | 5     |
| 2   | America Cali      | 6     | 3  | 1   | 2   | 10  | 6    | 6     |
| 3   | Once Caldas       | 6     | 2  | 1   | 3   | 7   | 4    | 5     |
| 4   | Cúcuta            | 6     | 1  | 2   | 3   | 5   | 6    | 8     |

| Poz | Klub               | Mecze | Zw | Rem | Por | Pkt | BrZd | BrStr |
| --- | ------------------ | ----- | -- | --- | --- | --- | ---- | ----- |
| 1   | La Equidad Bogotá  | 6     | 3  | 3   | 0   | 12  | 6    | 3     |
| 2   | Deportivo Pasto    | 6     | 2  | 2   | 2   | 8   | 5    | 3     |
| 3   | Tolima Ibagué      | 6     | 1  | 3   | 2   | 6   | 6    | 6     |
| 4   | Boyacá Chicó Tunja | 6     | 0  | 4   | 2   | 4   | 2    | 7     |

### Finalización Finalisima
Źródło: http://www.colombia.com/futbol/torneo_finalizacion/2007/f_anteriores.asp
| La Equidad Bogotá – Atlético Nacional 0:3 i 0:0 |
| 16 grudnia 2007 Bogotá Estadio El Campín (40 000) La Equidad Bogotá – Atlético Nacional 0:3 (0:1) Sędzia: Héctor Jairo Parra Bramki: 0:1 Carmelo Valencia 22, 0:2 Sergio Galván 57, 0:3 León Darío Muñoz 83 Club Deportivo La Equidad (trener Alexis García): Carlos Bejarano – Ronald Alegrías (63 Michael Rada), Hugo Soto, Román Torres, Luis Alberto Núñez, Breiner Belalcazar (51 Diego Cochas), Carlos Gutiérrez, Weimar Olivares, Stalin Motta, Jersson Córdoba, Wilson Carpintero (55 Roberto Polo) Corporación Deportiva Club Atlético Nacional (trener Óscar Héctor Quintabani): David Ospina – Camilo Zúñiga, Humberto Mendoza, Iván Hurtado, Juan Stiven Vélez, José Amaya, Diego Toro (69 Járol Martínez), Aldo Leão Ramírez (85 Elkin Murillo), Fernando Martel, Sergio Galván, Carmelo Valencia (73 León Darío Muñoz) |
| 19 grudnia 2007 Medellín Estadio Atanasio Girardot (45 000) Atlético Nacional – La Equidad Bogotá 0:0 Sędzia: Oscar Julián Ruiz Czerwone kartki: José Amaya 33 / Carlos Gutiérrez 32 Corporación Deportiva Club Atlético Nacional (trener Óscar Héctor Quintabani): David Ospina – Camilo Zúñiga, Humberto Mendoza, Iván Hurtado, Juan Stiven Vélez, José Amaya, Diego Toro, Aldo Leão Ramírez, Fernando Martel (67 Járol Martínez), Sergio Galván, Carmelo Valencia (74 León Darío Muñoz) Club Deportivo La Equidad (trener Alexis García): Carlos Bejarano – Luis Alberto Núñez, Román Torres, Hugo Soto, Neftalí Viscaíno (83 Breiner Belalcazar), Víctor Giraldo, Carlos Gutiérrez, Weimar Olivares (64 Diego Cochas), Stalin Motta, Jherson Córdoba, Iván Trujillo (64 Roberto Polo)                                            |

Mistrzem Kolumbii turnieju Finalización w roku 2007 został klub Atlético Nacional, natomiast wicemistrzem Kolumbii - klub La Equidad Bogotá.

## Reclasificación 2007
Klasyfikacja całego sezonu ligi kolumbijskiej - łączny dorobek klubów w turniejach Apertura i Finalización.
| Poz | Klub                   | Mecze | Zw | Rem | Por | Pkt | BrZd | BrStr |
| --- | ---------------------- | ----- | -- | --- | --- | --- | ---- | ----- |
| 1   | Atlético Nacional      | 50    | 29 | 13  | 8   | 100 | 83   | 42    |
| 2   | Cúcuta                 | 48    | 22 | 13  | 13  | 79  | 73   | 49    |
| 3   | Boyacá Chicó Tunja     | 48    | 18 | 13  | 17  | 67  | 52   | 53    |
| 4   | Deportivo Cali         | 42    | 15 | 18  | 9   | 63  | 59   | 46    |
| 5   | América Cali           | 42    | 17 | 12  | 13  | 63  | 54   | 56    |
| 6   | Deportivo Pasto        | 42    | 16 | 13  | 13  | 61  | 52   | 40    |
| 7   | Tolima Ibagué          | 42    | 17 | 8   | 17  | 59  | 58   | 51    |
| 8   | La Equidad Bogotá      | 42    | 15 | 14  | 13  | 59  | 54   | 49    |
| 9   | Millonarios FC         | 42    | 16 | 11  | 15  | 59  | 51   | 53    |
| 10  | Independiente Medellín | 42    | 16 | 9   | 17  | 57  | 61   | 65    |
| 11  | Atlético Huila         | 44    | 15 | 11  | 18  | 56  | 50   | 61    |
| 12  | Once Caldas            | 42    | 14 | 12  | 16  | 54  | 51   | 52    |
| 13  | Independiente Santa Fe | 42    | 11 | 13  | 18  | 46  | 43   | 63    |
| 14  | Atlético Bucaramanga   | 36    | 12 | 8   | 16  | 44  | 43   | 49    |
| 15  | Quindío Armenia        | 36    | 12 | 8   | 16  | 44  | 43   | 49    |
| 16  | Atlético Junior        | 36    | 10 | 11  | 15  | 41  | 39   | 54    |
| 17  | Deportivo Pereira      | 36    | 6  | 14  | 16  | 32  | 29   | 46    |
| 18  | Real Cartagena         | 36    | 6  | 13  | 17  | 31  | 30   | 47    |

## Spadek do II ligi
O spadku z ligi decydował dorobek z całego sezonu. Bezpośrednio do II ligi spadł ostatni w tabeli sumarycznej klub Real Cartagena, natomiast klub Deportivo Pereira musiał rozegrać mecze barażowe z wicemistrzem II ligi.
| Data              | Mecz                                    |
| ----------------- | --------------------------------------- |
| 28 listopada 2007 | Academia Bogota – Deportivo Pereira 1:1 |
| 2 grudnia 2007    | Deportivo Pereira – Academia Bogota 3:1 |

Klub Deportivo Pereira utrzymał się w I lidze.
Do I ligi awansował mistrz II ligi, klub Envigado.